# Brothers in Arms (sång)
Brothers in Arms är en låt av den brittiska gruppen Dire Straits, skriven av bandets frontman Mark Knopfler samt utgiven på albumet med samma namn.

## Referens till Falklandskriget
Låten skrevs 1982 och anses inspirerad av Falklandskriget, där runt 250 brittiska soldater dödades. 25 år senare, år 2007 spelade Knopfler in låten på nytt och lät den säljas till förmån för brittiska krigsveteraner.

## Listplacering
Singeln "Brothers in Arms" nådde sextonde plats på den brittiska singellistan i oktober 1985.
| Lista          | Position |
| -------------- | -------- |
| Storbritannien | 16       |

## Coverversioner
- Gregorian spelade in låten till sitt album Masters of Chant, Chapter 1-3 (Jubiläumsedition)
- Joan Baez spelade 1987 in låten till sitt album Recently.[4]
- Det serbiska rockbandet Galija spelade in låten på serbiska med titeln "Kad me pogledaš" på sitt album Korak do slobode från 1989.
- Metallica framförde en akustisk version live under Bridge School Benefit 2007 (27 och 28 oktober).[5]
- Det finländska powermetal-bandet Northern Kings spelade in låten för sitt album Reborn 2007.
- Celtic Thunder: Ryan Kelly spelade låten på deras DVD från 2007, samt även på deras turné 2008.
- Det rumänska rockbandet The Edge har tolkat låten live.
- Det finländska acapella-bandet Club for Five spelade in låten för sitt album You're the Voice 2009.
- Jojje Wadenius spelade in låten för sitt album Reconnection 2010